# В условиях неочевидности
«В условиях неочевидности» (азерб. Aşkarsızlıq Şəraitində...) — советский азербайджанский детективный фильм 1986 года, снятый режиссёром Фархадом Юсуфовом на киностудии «Азербайджанфильм» им. Дж. Джабарлы.
Премьера фильма состоялась 30 июля 1987 года.

## Сюжет
Фильм рассказывает о расследовании убийства заместителя управляющего стройтреста Ашрафа Салахова. Смерть наступила от отравления, а из квартиры Салахова исчезла документация о финансовой проверке на домостроительном комбинате. Под подозрение попадают трое знакомых погибшего — прораб Шафиев, инженер Муса-заде и директор музыкальной школы Зейналов. В ходе расследования выясняется, что Салахов собирался разоблачить руководство треста, замешанного в хищениях. Убийство совершил побывавший в квартире Шафиев, который также похитил компрометирующие документы и смахнул следы, подбросив убитому крупную сумму денег.

## Роли исполняют
- Чингиз Шарифов — Мамедов, следователь прокуратуры
- Фарман Абдуллаев — Фарман Алекперов, инспектор уголовного розыска
- Наиль Алиев — Зейналов, директор музыкальной школы
- Фаик Суджаддинов — Шафиев, прораб
- Вячеслав Гасанов — Муса-заде, главный инженер
- Херардо Контрарес — Купцов
- Диляра Юсуфова — дочь Салахова
- Рафик Рагимов — управляющий трестом
- Баядур Мехтиев — начальник отдела кадров
- Ахад Аскеров — главбух треста
- Логман Керимов — шофер Салахова
- Ровшан Алиев — прокурор-криминалист
- Мабут Магеррамов — сторож
- Елена Манасян — Елена Георгиевна Манасова, соседка
- Наталья Тагиева — соседка
- Юрий Мнацаканов — сосед
- Ильяс Гусейнов — сосед
- Октай Асадов — парень в кафе

## Съёмочная группа
- Режиссёр: Фархад Юсуфов
- Автор сценария: Рамиз Фаталиев
- Оператор: Ефим Резников
- Художник-постановщик: Фикрет Багиров
- Звукорежиссёр: Камал Сеидов

В фильме используется музыка Дмитрия Шостаковича и Кшиштофа Пендерецкого.

## Русский дубляж
Перевод фильма на русский язык был осуществлён киностудией «Мосфильм».
- Режиссёр дубляжа: Владимир Чеботарёв
- Звукооператор: Григорий Пильщик

Роли озвучивали:
- Валентин Грачёв
- Станислав Захаров
- Михаил Чигарёв
- Владимир Ферапонтов
- Владимир Гусев
- Валентин Брылеев
- Наталья Гурзо
- Эдуард Изотов
- Константин Тыртов
- Артём Карапетян
- Николай Маликов
- Рудольф Панков
- Лариса Данилина
- Алексей Панькин
- Борис Токарев